# 尼基塔·沃洛金
尼基塔·安德烈耶维奇·沃洛金（俄语：Никита Андреевич Володин，1999年6月29日—），俄罗斯、德国花样滑冰运动员，2023年内伯尔杯双人滑金牌得主、2023年埃斯波大奖赛双人滑金牌得主、2023年NHK杯双人滑金牌得主。